# Avernes-Saint-Gourgon
Avernes-Saint-Gourgon is een gemeente in het Franse departement Orne (regio Normandië) en telt 69 inwoners (2009). De plaats maakt deel uit van het arrondissement Mortagne-au-Perche.

## Geografie
De oppervlakte van Avernes-Saint-Gourgon bedraagt 11,0 km², de bevolkingsdichtheid is dus 6,3 inwoners per km².
De onderstaande kaart toont de ligging van Avernes-Saint-Gourgon met de belangrijkste infrastructuur en aangrenzende gemeenten.

## Demografie
Onderstaande figuur toont het verloop van het inwonertal (bron: INSEE-tellingen).